# Tatsuo Murayama
Pour les articles homonymes, voir Murayama (homonymie).
Tatsuo Murayama (村山達雄, Murayama Tatsuo) est un homme politique japonais né le 8 février 1915 et mort le 20 mai 2010.